# ميغيل أنخيل لييس
ميغيل أنخيل لييس (بالإسبانية: Miguel Ángel Leyes) هو لاعب كرة قدم ومدرب كرة قدم تشيلي وأرجنتيني في مركز حراسة المرمى، ولد في 5 فبراير 1952 في بوينس آيرس في الأرجنتين. لعب مع كولو-كولو ونادي أونيفرسيداد كاتوليكا.